# Fontána Mária

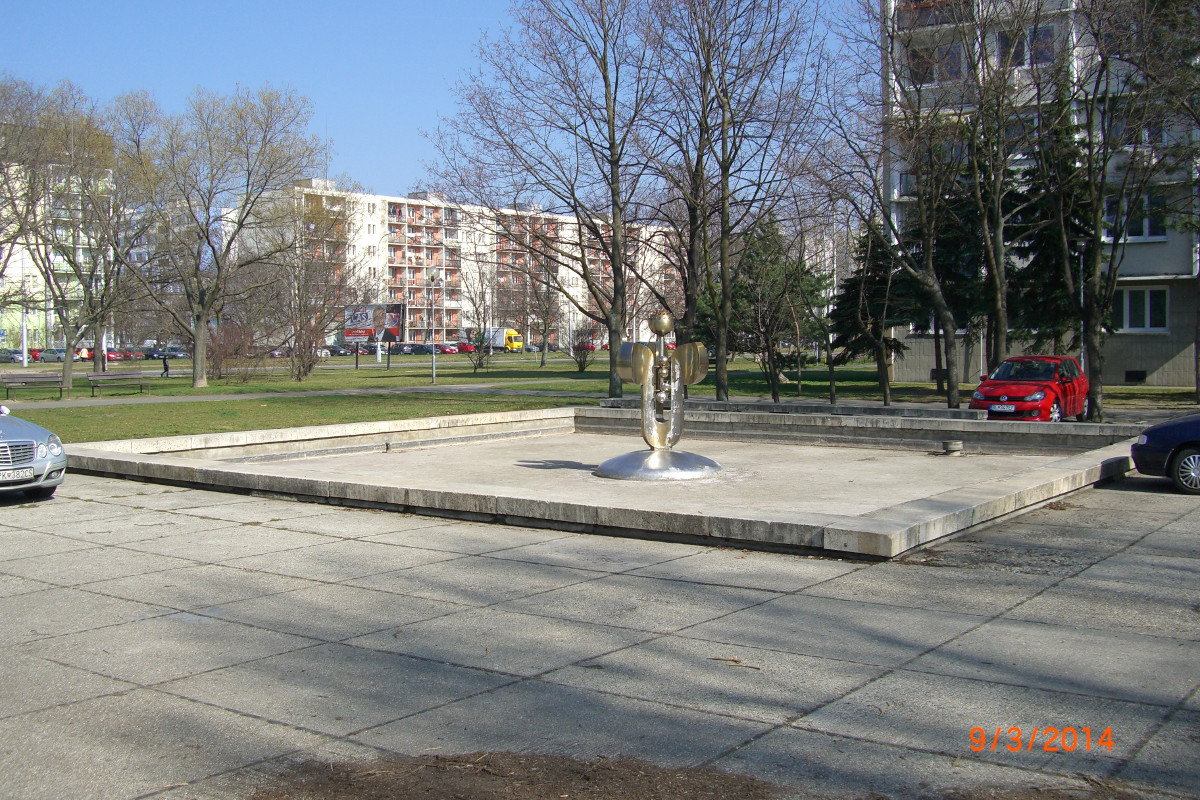
Fontána Mária v Bratislavě

Mária je fontána v místní části Pošeň bratislavského Ružinova.

## Popis
Fontána Mária se nachází na východní straně Bachovy ulice severně od křižovatky s Exnárovou ulicí.
Autorem fontány je akad. arch. Pavel Mikšík.
Fontána se původně nacházela v Medické zahradě, kde byla odhalena byla v roce 1976.
Na současné místo byla převezena v roce 1985, když nahradila původní fontánu Rodina od Josefa Jankoviča.
Stříkající voda znázorňuje rozevláté vlasy.